# Penicillium citrinum
Penicillium citrinum Thom  – gatunek grzybów z rodziny Aspergillaceae. 

## Systematyka i nazewnictwo
Pozycja w klasyfikacji według Index Fungorum: Penicillium, Aspergillaceae, Eurotiales, Eurotiomycetidae, Eurotiomycetes, Pezizomycotina, Ascomycota, Fungi.
Neotyp: MI 40225 (designated by Frisvad & Samson, Stud. Mycol. 49: 14. 2004). 
Synonimy:

- Penicillium baradicum Baghd. 1968
- Penicillium botryosum Bat. & H. Maia 1957
- Penicillium citrinum var. pseudopaxilli A.T. Martínez & C. Ramírez 1978
- Penicillium sartoryi Thom [as 'sartorii'] 1930
- Penicillium steckii K.W. Zaleski, Bull. Acad. Polon. Sci. 1927[2].

## Morfologia i fizjologia
Hodowla na różnych podłożach jest jedną z metod identyfikacji gatunków rodzaju Penicillium. Średnica kolonii P. citrinum po 7 dniach na różnych podłożach: CYA 27–33 mm, CYA30° C 27–40 mm; CYA (37° C) 2–12 mm; MEA 18–25 mm, TAK 29–37 mm, CYAS 29–36 mm, agar kreatynowy 10–19 mm, słaby wzrost, brak lub słaba produkcja kwasu.
Na podłożu CYA zarodnikowanie umiarkowane z szaro-zielonymi lub niebieskawo-szarozielonymi konidiami, sporadycznie z małymi przezroczystymi lub bladożółtymi kroplami wysięku, na odwrotnej stronie podłoża kolonia  brązowo-żółta z rozproszonym żółtym pigmentem. Na podłożu TAK zarodnikowanie umiarkowane do dobrego, kolor konidiów zmienny: szaro-zielony do ciemnozielonego, odwrotna strona kolonii żółta do pomarańczowo-żółtej lub silnie żółta z rozpuszczalnym pigmentem. Kolonie na podłożu MEA szarozielone z silnym niebieskim odcieniem, aksamitne, czasami z małymi bladożółtymi kroplami wysięku. Brak reakcji w teście Ehrlicha.
Konidiofory w świeżych izolatach wytwarzane obficie, przeważnie dwugałęziste, czasami trzygałęziste, gładkie, o szerokości 2,0–3,0 µm. Metule w pęczkach po 3–4 (–6), o rozmiarach 12–16 × 2,0–2,7 μm. Fialidy ampułkowate, o wymiarach 7,5–10 × 2,0–2,5 μm. Konidia o gładkich ścianach, kuliste do prawie kulistych, o wymiarach 2,0–2,5 × 1,8–2,5 μm.
Diagnostyczne znaczenie umożliwiające odróżnienie od podobnych gatunków mają: ograniczony wzrost na CYA37° C (2–12 mm), na CYA żółty na odwrocie, kuliste konidia o gładkich ścianach.

## Występowanie i znaczenie
W Polsce P. citrinum izolowany był na ścianach budynków, na roślinnych resztkach, w glebie na włośnikach i korzeniach drzew oraz na kowalach bezskrzydłych (Pyrrhocoris apterus). Na świecie jest szeroko rozprzestrzeniony i może być jednym z najczęściej występujących eukariontów. Znajdowano go na różnego rodzaju podłożach organicznych. Wytwarza mykotoksynę o nazwie cytrynina, a także inne substancje: kwas tanzowaowy, chinolaktacynę, chinocytryninę, kwas asterowy i kompaktynę.